# Джузеппе Тореллі
Джузе́ппе Торе́ллі (італ. Giuseppe Torelli; 22 квітня 1658 — 8 лютого 1709, Болонья) — італійський композитор, скрипаль, альтист, педагог. Брат художника Феліче Тореллі.

## Біографія
Народився у Вероні. Навчався у Дж. Массароті, пізніше в Болонській філармонічній академії у Дж. А. Перті (композиція) і, мабуть, у Е. Гайбари (скрипка). У 1686—1695 роках служив альтистом церковної капели в Болоньї. З 1695 року грав при німецьких дворах, а в 1701 році повернувся до Болоньї.
Розвивав жанр кончерто гроссо, найбільш активно серед композиторів бароко використовував трубу, залишив понад 30 концертів для труби з оркестром. Серед його учнів — Франческо Манфредіні.

## Твори
- 10 тріо-сонат, ор. 1 (1686)
- Камерні концерти для двох скрипок і баса, соч. 2 (1686)
- Симфонія до двох, трьох і чотирьох інструментів, ор. 3 (1687)
- 12 сонат для скрипки і баса контінуо, соч. 4 (1688)
- Концерт і квартет-симфонія, соч. 5 (1692)
- Чотири концерти для квартету, соч. 6 (1698)
- Капріси для скрипки і альта, соч. 7
- Кончерто ґроссо, соч. 8 (1-6 для 2 скрипок, 7-12 для скрипки, 1709)
- Більше 30 концертів для 1, 2 або 4 труб і оркестру.